# 슬랑오르피그미날다람쥐
슬랑오르피그미날다람쥐(Petaurillus kinlochii)는 다람쥐과에 속하는 설치류의 일종이다. 말레이시아의 토착종이다. 슬랑오르주에서만 발견된다.

## 특징
꼬리 길이 8~9.8cm를 제외한 몸길이가 8~9cm인 세계에서 가장 작은 날다람쥐 중의 하나이다. 등 쪽은 아주 짙은 갈색을 띠고 특히 중간 선을 따라 밝은 샤무아 얼룩이 있다. 배 쪽은 회백색이고 회색빛 털을 갖고 있다.

## 생태
야행성 동물이고, 나무 구멍 속에 둥지를 만들어 생활한다. 고무나무 농장보다는 숲에서 서식한다.

## 분포 및 서식지
일반명처럼 슬랑오르피그미날다람쥐는 말레이반도 남서부 일부에 위치한 슬랑오르주 우림에 아주 제한적으로 분포한다.